# Српско војничко гробље у Јиндриховицама
Спомен-костурница Јиндриховице (Маузолеј) (чеш. Jindřichovice) и Српско војничко гробље, су места страдања српских заробљеника за време Првог светског рата, за време Аустроугарске. Налази се у данашњој Чешкој Републици близу границе са Немачком, у малом месту Јиндриховице удаљеном око 25 km од чувене бање Карлове Вари и у близини некадашњег логора Јиндриховице.
Српко војничко гробље у Јиндриховицама је по неким тумачењима највеће српско војничко гробље.

## Концентрациони логор Јиндриховице
У Јиндриховицама се за време Првог светског рата, у периоду од 1915. до 1918. године, налазио највећи концентрациони логор на територији Аустроугарске, Логор Јиндриховице кроз који је прошло око 40.000 заробљеника. Робијали су Италијани, Руси, Литванци, Румуни, а највише је било заробљених Срба, како војника, тако и цивилног народа, који је аустроугарска војска депортовала из Србије и железницом доводила у логор. Заробљеника је било из свих крајева Србије, а највише из Шумадије и ваљевског краја.
Логораши су били принуђени да раде у тешким условима. Градили су резервоар за воду у логору, радили у каменолому, правили путеве и мостове, градили хемијску фабрику у Соколовцу, граду удаљеном око тридесет километара, у који су одлазили и враћали се пешице сваког дана.
Логор је био посебан, јер нико од логораша није био убијен, али су услови у логору били тешки. На хладноћи харала је зараза. Дневно је умирало око четрдесет људи. Сваког дана у 15 часова тужна поворка са умрлима ишла је до оближње заједничке гробнице, у коју су полагана тела свих узраста, од деце до стараца.

## Маузолеј (спомен-костурница)
По завршетку рата, Томаш Герик Масарик, тадашњи председник Чехословачке, који је био велики пријатељ краља Александра, југословенској држави је поклонио земљу на којој су страдали логораши ради градње спомен-костурнице.
У Маузолеју (спомен-костурници, 50° 16′ 43.9″ N 12° 36′ 7″ E / 50.278861° С; 12.60194° И) који је подигнут 1931. године смештени су посмртни остаци 7100 српских заробљеника и 189 руских војника.
Земни остаци српских и руских ратника који су умрли у овом логору налазе се у капели у исто толико дрвених нумерисаних ковчежића. Њих је сакупио и сместио у крипту костурнице свештеник и потом чувар овог светог места Миливој Црвчанин, који је, заједно са тадашњим чешким конзулом у Краљевини Југославији Владимиром Хребиком учествовао „трудом и средствима“ у подизању овог меморијалног здања, како пише на мермерној плочи која је постављена о десетогодишњици владавине краља Александра Карађорђевића.
Спомен костурница је подигнута по пројекту архитекте професора инжењера Владимира Брандта, док је спомен капела у унутрашњости костурнице дело архитекте Јосефа Косталка. Овај споменик српском страдању у аустроугарском логору налази се у парку, на брегу изнад места Јиндриховице, који је данас запуштен, а и костурница није у добром стању, пошто прокишњава. 
- На око пет километара од Маузолеја у једној шуми се налази и војничко гробље (50° 17′ 44.7″ N 12° 35′ 46.9″ E / 50.295750° С; 12.596361° И) са око 1600 српских гробова, које је пре више од једне деценије сасвим случајно открио Дејан Ранђеловић, Србин из Тимочке крајине, који са породицом живи у Карловим Варима. Ранђеловић објашњава : “– Берући печурке у тој шуми, наишао сам на камен, сав зарастао у траву, на коме је, на српском језику, јасно писало: Овде почива Глишовић из Чачка!”
- Посмртни остаци 88 српских војника који су 1918-1919. умрли у Холандији су смештени у металне сандуке и 1938. транспортовани су преко Немачке у маузолеја, што је и постало њихово последње место починка[1].

## Брига о спомен-костурници и српском гробљу
До Другог светског рата о спомен обележју је бринула влада краљевине Југославије. Последњу литургију пред дуго богослужбено затишје служио је владика Нишки Доситеј, кога су касније усташе убиле у Јасеновцу.
Године 1994. Амбасада Југославије у Прагу, уз ангажовање Дејана Ранђеловића, покренула је иницијативу о реконструкцији. На жалост до данашњих дана није се одмакло у обнови Маузолеја и српског гробља. У последње време, делегација Амбасаде Републике Србије полаже сваке године венац, и служи се литургија.
Године 2009. на Видовданском комеморативном скупу у Јиндриховицама бројним српским и руским грађанима обратио се архиепископ Чешких земаља и Словачке, владика Христифор, након литургије којом је началствовао уз саслуживање српског православног свештеника у Чешкој Срђана Јаблановића. Скупу се обратио и Амбасадор Републике Србије у Прагу Владимир Вереш. 
Архиепископ Христифор посетио је иначе низ српских манастира на Косову и Метохији у време њиховог највећег страдања, и касније у Чешкој сведочио о разарању тамошњих православних светиња.
Дана 28. јуна 2010. године, на Видовдан , у присуству Амбасадора Републике Србије и челника руског конзулата у Карловим Варима, богослужење су водили српски и руски црквени великодостојници, архимандрит Сергеј игуман Онуфрије и прашки парох протојереј Срђан Јаблановић. Уз велики број српских и руских грађана, у литургији је учествовао мушки хор „Академац“ из Новог Сада.

### Брига српске дијаспоре
Велика је несебичност и упорност господина Ранђеловића који је годинама финансирао и одржавао споменички комплекс у складу са својим могућностима. Ранђеловић је и председник Православне омладине у Чешкој, организације која је више пута чистила и одржавала спомен-костурницу Јандриховице.
На иницијативу неколицине Срба основано је удружење „Видовдан“ које има за циљ обнављање и одржавање српских гробаља на територији Чешке. Потребно је решавање проблема у вези Српског гробља удаљеног пет километара од Маузолеја, односно решење имовинских проблема, као и градња цркве (која је постојала) или манастира, и обнова и оживљавање целине споменичког комплекса од изузетног значаја.
- Неопходно је ангажовање и помоћ Републике Србије и Амбасаде Републике Србије у Прагу, ради решења нагомиланих проблема и обнове овог великог српског стратишта.